# Thủy điện Suối Chăn
Thủy điện Suối Chăn là nhóm thủy điện xây dựng trên dòng suối Chăn tại vùng đất các xã Nậm Rạng và Làng Giàng huyện Văn Bàn tỉnh Lào Cai, Việt Nam .
Năm 2018 Thủy điện Suối Chăn có 2 bậc tổng công suất lắp máy 41 MW.
- Thủy điện Suối Chăn 1 có công suất lắp máy 27 MW với 2 tổ máy, sản lượng điện hàng năm 101 triệu KWh, khởi công tháng 5/2015, hoàn thành tháng 3/2020 [3][4].

- Thủy điện Suối Chăn 2 có công suất lắp máy 16 MW với 2 tổ máy, khởi công tháng 5/2015, hoàn thành tháng 6/2017[5] 22°09′30″B 104°14′29″Đ / 22,158299°B 104,241349°Đ

## Suối Chăn
Suối Chăn hay Nậm Chăn là đoạn kế tiếp của sông Minh Lương, đoạn từ xã Hòa Mạc chảy theo hướng đông bắc, đến bản Khe Chăn xã Sơn Thủy thì đổ vào Ngòi Nhù.
Sông Minh Lương là nguồn nước chính của Ngòi Nhù, tuy nhiên các tên gọi đã hình thành từ lâu đời, và tại ngã ba hợp lưu thì Ngòi Nhù chảy thẳng. Ngòi Nhù bắt nguồn từ các suối ở trung tâm xã Sơn Thủy, chảy theo hướng tây bắc, rồi đổi hướng đông bắc và từ đó nước đổ vào sông Hồng.

## Tác động dân sinh môi trường
Thủy điện Suối Chăn 1 đã từng khởi công nhưng năm 2015 được xếp vào diện "khai tử dự án thủy điện không đạt yêu cầu". Trong số đó cỡ gần 50 dự án ở Lào Cai đã chậm trễ hoàn thiện thủ tục pháp lý .